# Bluefields (Jamaïque)
Cet article possède un paronyme, voir Bluefield.
Bluefields est une localité de la paroisse de Westmoreland, en Jamaïque. Située sur la côte Sud-Ouest de l'île, elle abrite 2 834 habitants en 2012. Elle possède une plage, 16 km à l'Est du village, la plage de Bluefields.

## Histoire
À Bluefields fut identifié un site des Indiens Taïnos, qui comptent parmi les premiers habitants de la Jamaïque,,.
Bluefieds est également le site d'une des premières colonies espagnoles à s'installer dans l'île à la suite du deuxième voyage de Christophe Colomb. Le village, bâti avant 1519, s'appelait alors Oristan. Lorsque les Britanniques prirent le pays au XVIIe siècle, ils renommèrent le village Blewfields, probablement en l'honneur du pirate hollandais Abraham Blauvelt qui sévissait dans la région 300 ans auparavant,.
Entre 1662 et 1719, les autorités britanniques vendirent 16 concessions dans la zone de la baie de Bluefields, qui furent aménagées en plantations de canne à sucre entre 1700 et 1838. Les plus importantes étaient Bluefields Estate, Mount Edgecombe Estate et Shafston Estate. Après l'abolition de l'esclavage par le Royaume-Uni furent développées des alternatives à la culture du sucre, dont la culture du campêche et l'élevage du bétail. Une fabrique de jus de citron et une d'huile de piment de la Jamaïque furent en outre créées.
Dans les années 1950, l'industrie du campêche s'effondra, suivie de celle du piment de la Jamaïque dans les années 1980. De plus, une crue rasa ponts et maisons en juin 1979, changeant le cours des cours d'eau et tuant de nombreuses personnes. Malgré tout, dans les années 1990, des initiatives d'entreprises du secteur privé et du gouvernement permirent le développement du tourisme à Bluefields.

## Faune

### ZICO
Derrière la plage se trouve une petite zone marécageuse, traversée par la Bluefields River, et une chaîne de montagne qui monte rapidement jusqu'à une altitude de 801 m. De nombreux oiseaux sont attirés par les plantations abandonnées de piment de la Jamaïque situées dans les collines et par l'étroite bande de mangrove (notamment de palétuviers rouges) longeant la côte et la zone est classée Zone importante pour la conservation des oiseaux (ZICO). Dix-neuf espèces endémiques vivent dans les montagnes, dont le todier de Jamaïque, la paruline de Jamaïque, l'élénie de Jamaïque, le moucherolle de Jamaïque, le tyran à queue rousse, le tyran triste, le tyran grosse-tête, la paruline à gorge noire, la paruline à flancs marron et la bécarde de la Jamaïque. Le solitaire siffleur peut être entendu au-dessus de 300 m en hiver et le merle aux yeux blancs toute l'année au-dessus de 250 m. Durant l'hiver, la zone attire en outre plusieurs Parulidae migrateurs : paruline bleue, paruline flamboyante, paruline des ruisseaux et paruline couronnée ainsi que quelques parulines vermivores et parulines à tête cendrée. Parmi les autres visiteurs du site, on retrouve un petit nombre de moqueurs chats et de pics maculés. Les oiseaux sont relativement peu présents dans les marais et au bord de la mer. On y trouve des martins-pêcheurs d'Amérique. La présence des hérons, des aigrettes, des goélands et des sterninae dépend de la saison, augmentant en hiver. Des pélicans bruns y passent la nuit mais ils se reproduisent sur de petits îlots de mangrove à l'Est de la zone.

### Autres animaux
Une petite population de papillons Protographium marcellinus est présente dans la zone, vers la côte, ainsi que des Adelpha abyla, des Papilio thersites, des Epargyreus antaeus et des Astraptes jaira. Le boa de la Jamaïque serait présent dans les zones de roche calcaire.